# Mouachah

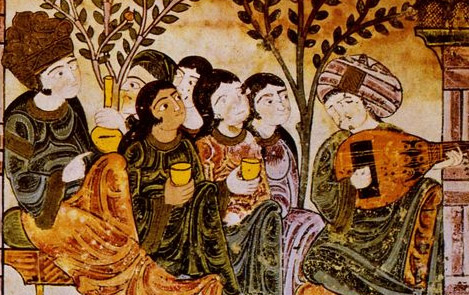
Hadîth Bayâd wa Riyâd - Scène de jardin

Le mouachah (de l'arabe موشح / muwaššaḥ, « double ceinture en cuir enrichie de paillettes ou d'incrustations de pierres précieuses », au pluriel موشحات / muwaššaḥāt) désigne un poème à forme fixe arabe, hébreu ou araméen de cinq (au maximum sept) strophes à rimes variées. Le genre fut inventé en al-Andalus, en Espagne médiévale musulmane, par le poète aveugle de Cabra, Muqaddam ibn Mu'afa al-Qabrí, au XIe siècle. Jusqu'ici la poésie orientale, qasida et ghazal, était monorimique, c'est-à-dire elle ne connaissait ni rimes variées ni strophes. Ce genre de composition fut aussi imité et continué par les poètes judéo-espagnols, comme Juda Halevi. De nos jours encore, on retrouve le mouachah, chanté dans le répertoire de la nouba.
Mouachah est parfois transcrit en muwashshah, en muwassah ou en moaxaja (sa forme hispanisée). 

## La structure poétique du mouachah et l'importance de la khardja
Les mouachahs sont soit des chansons panégyriques ou des chansons d'amour. Leur schéma de rimes est le suivant :
(aa) bbbaa cccaa dddaa eeeaa fffAA
Une autre particularité du mouachah réside dans les vers finaux (AA) de la dernière strophe, appelés khardja. Pendant que tous les autres vers du mouachah sont écrits en arabe ou hébreu standard, ses vers finaux, la khardja, est composée dans une des deux langues vulgaires d'Al-Andalus, soit en dialecte hispano-arabe, soit dans les dialectes romans dits mozarabe, écrit  en aljamiado.
Les soixante-huit khardjas retrouvées, composées en ancien espagnol et écrites en caractères hébraïques ou arabes (en aljamiado), sont d'une grande importance pour la philologie romane. Datant du XIe siècle, elles représentent d'une part les plus vieux textes intégraux connus en langues ibéro-romanes, et  d'autre part elles constituent les plus anciens témoignages de poésie écrite dans une langue romane, antérieure à celle des troubadours.

## Un exemple: mouachah arabe en adaptation espagnole
L'arabisant espagnol Emilio García Gómez a traduit ce mouachah (cette 'moaxaja') de l'arabe en espagnol moderne, tout en respectant le schéma métrique. Il s'agit d'une chanson d'amour du XIe siècle (poème n° 190 du manuscrit 'Uddat al-jalis) :
Lunas nuevas salen entre cielos de seda: (a)
guían a los hombres, aun cuando eje no tengan(a)
Sólo con los rubios se deleitan mis ojos: (b)
ramos son de plata que echan hojas de oro. (b)
¡Si besar pudiera de esas perlas el chorro! (b)
¿Y por qué mi amigo a besarme se niega (a)
si es su boca dulce y la sed me atormenta? (a)
Es, entre jazmines, su carillo amapola. (c)
Rayas de jaloque y de algalia la adornan (c)
Si también añado cornalina, no importa (c)
No obra bien si espanta su galán la gacela, (a)
cuando de censores las hablillas acepta. (a)
¿Con mi amigo Áhmad _ hay, decid, quien compita? (d):
Único en belleza, de gacela es cual cría. (d)
Hiere su mirada todo aquel a quien mira. (d)
¡Cuántos corazones bien traspasa con flechas (a),
que empenacha su ojo con pestañas espesas? (a)
Mientras del amigo yo encontrábame al lado (e)
y le ponderaba mi dolencia y maltrato, (e)
ya que él es el médico que pudiera curarlos, (e)
vió el espía que, sin que nos diéramos cuenta, (a)
vínose a nostros, y le entró la verguenza. (a)
Cuánta hermosa moza, que de amor desatina, (f)
ve sus labios rojos, que besar bien querría, (f)
y su lindo cuello, y a su madre los pinta: (f)
¡Mammà, 'ay habibe! so l-ymmella saqrella, (A)
el-quello albo e bokélla hamrella. (A)
Les deux vers finaux sont exprimés en ancien espagnol (dit mozarabe). Dans le manuscrit original, cette khardja est écrite - comme le reste du poème - en caractères arabes. Le fait d'écrire en caractères arabes un texte qui est exprimé en langue romane, s'appelle écrire en aljamiado.
Voici la traduction de la khardja en espagnol moderne :
¡Madre, qué amigo! Bajo la guedejuela rubita,
el cuello blanco y la boquita rojuella.
et en français : 
Ma mère, quel ami! Sous sa blonde chevelure,
Le cou blanc et la petite bouche rouge.
Du mouachah s'est développé en Al-Andalus une forme de poème et de chant similaire, le zadjal.